# Právní řád
Právní řád je objektivní právo určitého konkrétního státu, uspořádaný soubor všech právních norem, které na jeho území platí a které daný stát buď sám vytvořil, nebo alespoň za své právní normy uznal. Jak se mění platné právní normy, mění se i právní řád. Tyto změny právního řádu mohou být postupné, evoluční, nebo i „ze dne na den“, revoluční. Navenek se právní řád projevuje mj. jako soubor všech publikovaných právních předpisů, díky nimž lze jeho obsah poznat.
Každý právní řád lze zařadit do nějakého nadřazeného systému právní kultury, vnitřně je pak jako souhrn všech pramenů práva uspořádán podle principu právní síly, díky níž jsou řešeny případné rozpory mezi právními normami daného právního řádu, přičemž nejvyšší právní sílu má ústava určitého státu, která je tak pomyslným vrcholem jeho právního řádu. Vzájemný rozpor mezi právními řády řeší vnitrostátní kolizní právní normy nebo mezinárodní smlouvy. Srovnávání právních řádů jednotlivých zemí se věnuje obor právní vědy nazývaný právní komparatistika.